# Districtul Hua Taphan
Hua Taphan (în thailandeză หัวตะพาน) este un district (Amphoe) din provincia Amnat Charoen, Thailanda, cu o populație de 50.524 de locuitori și o suprafață de 533,0 km².

## Componență
Districtul este subdivizat în 8 subdistricte (tambon), care sunt subdivizate în 85 de sate (muban).
| Nr. | Nume            | În thailandeză | Sate | Locuitori |  |
| --- | --------------- | -------------- | ---- | --------- |  |
| 1.  | Hua Taphan      | หัวตะพาน        | 9    | 6,220     |  |
| 2.  | Kham Phra       | คำพระ          | 12   | 6,882     |  |
| 3.  | Kheng Yai       | เค็งใหญ่         | 10   | 6,186     |  |
| 4.  | Nong Kaeo       | หนองแก้ว        | 10   | 4,396     |  |
| 5.  | Phon Mueang Noi | โพนเมืองน้อย     | 12   | 7,086     |  |
| 6.  | Sang Tho Noi    | สร้างถ่อน้อย      | 13   | 8,111     |  |
| 7.  | Chik Du         | จิกดู่            | 12   | 7,019     |  |
| 8.  | Rattanawari     | รัตนวารี         | 7    | 4,624     |  |